# Tabanus abaculus
Tabanus abaculus är en tvåvingeart som beskrevs av Philip 1960. Tabanus abaculus ingår i släktet Tabanus och familjen bromsar. Inga underarter finns listade i Catalogue of Life.